# Матричная киноплёнка
Ма́трица — рельефное фотографическое изображение, получаемое в желатиновом слое специального фотоматериала — матричной киноплёнки, в процессе гидротипии и (реже) в бромомасляном процессе.
Ма́тричная киноплёнка — чёрно-белая киноплёнка низкой чувствительности, обычно ортохроматическая (реже несенсибилизированная) с бромосеребряным эмульсионным слоем.

## Особенности устройства
От прочих разновидностей ортохроматических материалов отличается также тем, что слой обычно содержит жёлтый или пурпурный краситель, поглощающий часть актиничных лучей и тем самым снижающий светорассеяние. Противоорельный слой и окраска подложки у такой плёнки отсутствуют.
В СССР выпускалась матричная киноплёнка М-4 с пурпурной окраской слоя.

## Процесс обработки
Для получения матрицы на матричную киноплёнку производится контактная печать со стороны прозрачной бесцветной подложки. После печати плёнку обрабатывают в специальном дубящем проявителе на основе пирогаллола, а после фиксирования совершают промывку в горячей воде. При этом, те части фотослоя, в которых в результате проявления образовалось металлическое серебро, оказываются задубленными. Во время промывки горячая вода смывает незадубленную желатину неэкспонированных участков и оставляет рельефное изображение.
Помимо рельефного, обычно образуется слабое (оптическая плотность около 0.3-0.5) изображение из частичек проявленного металлического серебра, которое может быть удалено отбеливанием в растворе бихромата калия. Такая обработка дополнительно повышает прочность задубленного желатинового слоя, позволяет получить с такой матрицы большее количество копий и добиться больших сроков хранения.
Полученная матрица используется при гидротипном печатании изображений на бланкфильм или бумагу.

## Особенности применения
Данная технология позволяет длительное время хранить полученные матрицы и отпечатывать с них диапозитивы для дальнейшего применения (в частности, в полиграфии), полностью сохраняя точность цветопередачи благодаря тому, что в хранящемся изображении отсутствуют выцветающие красители или разрушающиеся химически вещества.
Кроме того, такие матрицы применялись в полиграфии для получения изображений более ярких, контрастных и насыщенных, нежели реальные, благодаря применению соответствующих красок.